# Phthinia fraudulenta
Phthinia fraudulenta är en tvåvingeart som först beskrevs av Samuel Wendell Williston  1896.  Phthinia fraudulenta ingår i släktet Phthinia och familjen svampmyggor. Inga underarter finns listade i Catalogue of Life.